# Bjeluša
Bjeluša es un pueblo ubicado en la municipalidad de Arilje, en el distrito de Zlatibor, Serbia.

## Superficie
Posee una superficie de 35,56 kilómetros cuadrados.

## Demografía
Hasta 2011 la población era de 452 habitantes, con una densidad de población de 12,71 habitantes por kilómetro cuadrado.